# Chactopsis siapaensis
Espèce
Chactopsis siapaensis est une espèce de scorpions de la famille des Chactidae.

## Distribution
Cette espèce est endémique de l'État du Amazonas au Venezuela. Elle se rencontre vers Río Negro au pied du Pico da Neblina à 140 m d'altitude.

## Étymologie
Son nom d'espèce, composé de siapa et du suffixe latin -ensis, « qui vit dans, qui habite », lui a été donné en référence au lieu de sa découverte, le bassin du río Siapa.

## Publication originale
- González-Sponga, 1991 : Aracnidos de Venezuela. Escorpiones del tepui 'La Neblina', Territorio Federal Amazonas, Venezuela (Scorpionida: Chactidae: Buthidae). Boletin de la Academia de Ciencias Fisicas Matematicas y Naturales (Caracas), vol. 51, no 163/164, p. 11-62.